# Stefania Guidi
Stefania Guidi (Roma, 1929 – Roma, 10 ottobre 2024) è stata una scultrice italiana.

## Biografia
Stefania Guidi nacque a Roma nel 1929, in seno alla famiglia marchigiana dei Marchesi Guidi. Quando era ancora studentessa al liceo classico rilevò, con l'aiuto della madre, lo studio n.2, appartenuto allo scultore napoletano Francesco Parisi, allievo di Achille D'Orsi, nel cortile di via Margutta 51a, lavorandovi in seguito per venticinque anni.
Nel 1958 presentò la sua prima personale di sculture e disegni, alla galleria Giosi in via del Babuino a Roma.
Stimata per il suo raro talento partecipò, invitata, alle più importanti esposizioni nazionali e internazionali.
Dal 1956 al 2014 l'opera di Stefania Guidi si espresse in varie tecniche e materie con grande abilità artigianale.
Realizzò 192 acqueforti su rame e su zinco; 40 litografie su pietra e su zinco; 154 bassorilievi in gesso alabastrino e in bronzo; 102 disegni e tempere; 235 bronzetti; 40 gessi di grandi dimensioni; 14 legni tra cui la Pietà in olmo opera 342 cm 330; 12 pietre tra cui la grande Pietà opera 450 in peperino di 5 tonnellate; 110 terrecotte; 64 bronzi di grandi dimensioni tra cui il Galileo opera 515 sul Lungarno Mediceo a Pisa.
Nel 1994 Stefania Guidi realizzò un programma televisivo per la RAI, in 4 puntate per un totale di due ore, dal titolo Una tecnica per ogni arte, regia di Francesco Venier e musiche originali di Michele Paradiso.
Stefania Guidi è morta nel 2024.  

## Vita privata
Stefania Guidi sposò in Campidoglio il 1º luglio 1978 il musicista e compositore Michele Paradiso.

## Mostre[4]
Stefania Guidi nel corso degli anni presentò 40 mostre personali e partecipò a 322 mostre collettive in Italia e all'estero:
- 1961 Roma, Premio Nazionale di Paesaggio Autostrada del Sole invitata con 3 incisioni Premio Acquisto.
- 1965 Roma, invitata per l'incisione alla IX Quadriennale Romana.
- 1966 Premio acquisto della Galleria Comunale d'Arte Moderna di Roma.
- 1966 Incisori Veneti, partecipa invitata alle numerosissime mostre nazionali ed internazionali ottenendo medaglie, segnalazioni e premi acquisto.
- 1970 Museo Civico Bassano Del Grappa 53 Acqueforti e 5 litografie.
- 1970 Roma, invitata per la scultura alla X Quadriennale Romana , sala personale con 5 grandi sculture in legno e in bronzo.
- 1971 Praga Arte Grafica Italiana del XX Secolo
- 1973 Padova invitata alla Biennale del Bronzetto
- 1973 Alessandria d'Egitto Biennale Internazionale del Mediterraneo Primo Premio Assoluto per la Scultura.
- 1974 Tokyo Tredici Maestri della Scultura Italiana
- 1975 mostra itinerante nel mondo Tredici Maestri della Scultura Italiana
- 1989 Alessandria d'Egitto Istituto Italiano di Cultura Atelier d'Alexandrie, Tre Artisti Italiani Contemporanei.
- 1989 Tokio mostra personale alla Contemporary Sculptor Center, 5 grandi sculture e 5 bronzetti con testo critico di Michele Paradiso.
- 1990 Tokio Salone di Scultura Mitsukoshi. Mostra della Scultura dei grandi Maestri Italiani
- 1991 Palazzo Braschi Museo di Roma, antologica in 21 sale, testo critico di Domenico Guzzi
- 1993 Pisa Palazzo Lanfranchi, antologica, testo critico di Tristano Bolelli
- 1994 Roma Spazio FIAT viale Manzoni, antologica testi critici di Ennio Francia, Fortunato Bellonzi, Franco Simongini, Renato Civello, Domenico Guzzi, Patrizia Ferretti, Grazia Asaro, Nicola Micieli, Dino Carlesi, Tristano Bolelli.

## Opere[5]
- Cappella eptagonale con mosaico pavimentale di venti metri quadri, aprile 1978
- Tavolo degli sposi mosaico: 4,53x1,34 m,  giugno 1978
- Statua bronzea di San Francesco di Paola. 1997

## Opere monumentali
- op.176 Cronos 1964 marmo d'Istria 183x133x112 cm, Porto Rose
- Museo Internazionale di Scultura Jugoslavia
- op.293 Addio 1971 bronzo 220x80 cm,  Akonen Museum Tokyo
- op.342 Pietà 1988 olmo 3,30 m, Roma piazza del Popolo Basilica di Santa Maria in Montesanto Chiesa degli artisti fino al 26/02/2013 ora a casa dell'Autore
- op.450 Pietà 1993 peperino 200x100x100 cm, Genzano
- op.482 Visita di Maria a S.Elisabetta 1994 bronzo cm.190x150x70, Visitation Haus Amman Giordania
- op.505 Malombra 1995 bronzo 1,72 m, Cassa di Risparmio Monastero delle Benedettine Pisa
- op.515 Galileo Galilei 1996 bronzo 2,80 m, Lungarno Mediceo Torre Guelfa Pisa
- op.535 Nozze di Cana 1997 bronzo 95x80x100 cm, Santuario della Madonna della Misericordia Rimini

### Libri
- Alfredo Entità, Una scultrice di eccezionale valore: Stefania Guidi, Catania, Scuola salesiana del libro, 1964.
- Fortunato Bellonzi, Scultura Figurativa Italiana del XX Secolo, De Luca Edizioni D'Arte, 1989.
- Stefania Guidi, Monografia di 527 pagine (edito dall'autore nel 1990) con osservatorio scritto dall'autore per la mostra alla galleria Borgognona nel 1970.
- Stefania Guidi, Monografia 360 pagine con testo critico di Rossana Bossaglia, Electa Mondadori 1999.
- Renato Civello, Artisti del Novecento a Roma, Rendina Editori, 2003.

### Giornali
- Renato Civello, Guidi il primato dell'invenzione (JPG), in Il Secolo, 5 aprile 1991. URL consultato il 29 gennaio 2012.
- Franco Simongini, L'espressionismo visionario di una artista solitaria (JPG), in Il Tempo, 16 aprile 1991. URL consultato il 29 gennaio 2012.
- Nicola Micieli, Un rapporto sensuale con la forma classica (JPG), in Il Tirreno, 8 ottobre 1993. URL consultato il 29 gennaio 2012.
- Dino Carlesi, Stefania Guidi antiche radici culturali per una grande artista (JPG), in La Nazione, 21 ottobre 1993. URL consultato il 29 gennaio 2012.
- Patrizia Ferretti, Sculture di Stefania Guidi sintesi di memorie e sogni (JPG), in Il Tirreno, 26 ottobre 1993. URL consultato il 29 gennaio 2012.
- Renato Civello, Oltre le spoglie del vissuto: Arte come vitalità liberatoria (JPG), in Il Secolo, 8 marzo 1994. URL consultato il 29 gennaio 2012.
- Alessandra Scardigno, Incontro con la scultrice Stefania Guidi: fantasia singolare, stravagante (JPG), in Il Giornale, 18 gennaio 1997. URL consultato il 29 gennaio 2012.
- Alessandra Scardigno, Guidi, artigiana dell'anima (JPG), in Il Giornale, 8 agosto 2004. URL consultato il 29 gennaio 2012.